# СКА (Одеса, 2011—2012)
Товариство з обмеженою відповідальністю «Футбольний клуб „СКА“» — український професіональний футбольний клуб з Одеси. Виступає у другій лізі чемпіонату України.

## Історія
Футбольний клуб створений 2011 року.
2012 року клуб став фіналістом Кубка Одеської області, почав виступати в аматорському чемпіонаті України, проте вже влітку того ж року отримав професіональний статус і заявився до Другої ліга на сезон 2012–2013, тому знявся з чемпіонату ААФУ.
Перший матч на професіональному рівні клуб провів 14 липня 2012 року. Удома одесити здобули розгромну перемогу над «Єдністю» з Чернігівщини 4:1.

## Досягнення
- Фіналіст кубка Одеської області: 2012